# Austronucula perminima
Austronucula perminima ist eine Muschel-Art aus der Familie der Nussmuscheln (Nuculidae). Es handelt sich um eine sehr kleine Art der Nussmuscheln, die im Mittelmeer im Flachwasser beheimatet ist.

## Merkmale
Das gleichklappige, aufgeblähte Gehäuse ist im Umriss annähernd trapezoidal-eiförmig; die maximale Länge beträgt bis 1,1 Millimeter. Es ist länger als hoch, die Höhe erreicht etwa vier Fünftel der Länge. Das Gehäuse ist ungleichklappig, der Wirbel liegt hinter der Mitte (bei etwa einem Drittel vom Hinterende aus gesehen). Das vordere Dorsalrand ist gekrümmt, zuerst wenig, dann abrupt zum Vorderrand abfallend. Der hintere Dorsalrand fällt zunächst allmählich vom Wirbel ab und ist dann abgestutzt. Der Ventralrand ist breit gerundet. Der Protoconch ist gerundet, misst etwa 200 µm im Durchmesser und besitzt eine spikale Eindellung. Die Oberfläche ist rau und weist kleine Vertiefungen auf mit Ausnahme des Randes, der fast glatt ist. Der Teleoconch zeigt feine konzentrische Anwachslinien und feine radiale Linien auf. Die radialen Linien sind dünn, divergieren leicht zum Vorder- und Hinterende und stehen enger zusammen als die konzentrischen Anwachsstreifen. Das Schloss bzw. Schlosslinie ist winklig abgeknickt (ca. 90°) und ist dadurch in einen etwas längeren vorderen und einen etwas kürzeren hinteren Teil gegliedert, die beide primäre und sekundäre Zähne enthalten. Die primären Zähne sind schmal und nehmen ungefähr die Hälfte der Schlossplatte ein. Vor und hinter dem Chondrophor sind es jeweils 5 Zähne. Die sekundären Zähne sind breit und beulenartig. Es sind 3 bis 4 Zähne vor, und 2 bis 3 Zähne hinter einem Chondrophor vorhanden. Ein Chondrophor ist ein vorstehender Schalenfortsatz, auf dem das Ligament befestigt ist. Der Chondrophor liegt unter dem schmalsten Bereich der Schlossplatte. Es ist breit, und mehr oder weniger symmetrisch, der untere Rand ist gerundet. Der vordere und der hintere, eiförmige Schließmuskel sind annähernd gleich groß, aber kaum ausgeprägt. Die Mantellinie ist nur schwach ausgeprägt und weist keine Mantelbucht auf. Der innere Ventralrand ist glatt. Das Periostracum ist hellgrünlich-braun.

## Ähnliche Arten
Die Art erinnert an die juvenilen Formen von anderen küstennah lebenden Arten von Nussmuscheln, besonders Nucula hanleyi, die sympatrisch mit Austronucula perminima vorkommt. Diese Art unterscheidet sich vor allem durch die Adultgröße (bis 18 mm). Bei Nucula hanleyi sind außerdem im Größenstadium um 1 mm keine derart ausgebildeten Primärzähne vorhanden. Die radialen Linien auf dem frühen Anteil des Teleoconchs bei Austronucula perminima sind viel dichter als bei anderen europäischen Nuculiden. Charakteristisch ist auch der annähernd  trapezoidale Umriss des Gehäuses. Sehr ähnlich in der Adultgröße und dem Schloss ist Condylonucula bicornis, die sich jedoch durch den Gehäuseumriss und den Protoconch unterscheidet.

## Geographische Verbreitung und Lebensraum
Die Art ist bisher von Sizilien, der französischen Mittelmeerküste und der Alborán-Insel im westlichen Mittelmeer bekannt. Sie lebt dort zwischen Algen auf küstennahen Hartböden in Tiefen von 5 bis 40 m.
2013 fanden Thanasis Manousis und Sofia Galinou-Mitsoudi in der Ägäis (Griechenland) eine kleine Nussmuschel, die sie als Nucula sp. bestimmten, die aber in den meisten Merkmalen mit Austronucula perminima übereinstimmt.

## Taxonomie
Das Taxon wurde 1875 von Tommaso di Maria Allery Monterosato als Nucula perminima aufgestellt. Die Art wird von MolluscaBase zur Gattung Austronucula Powell, 1939 gestellt. Die Art wurde von Godas und Salas erneut unter dem Namen Nucula recondita beschrieben; dieser Name ist somit ein jüngeres Synonym von Austronucula perminima (Monterosato, 1875). Der Holotyp von Austronucula perminima soll im Museo Civico di Zoologia di Roma in Rom (Italien) aufbewahrt werden. Der Holotypus und 3 Paratypen von Nucula recondita befinden sich im Museo Nacional de Ciencias Naturales in Madrid (Spanien). Andere Paratypen werden im Muséum national d’histoire naturelle in Paris (Frankreich) aufbewahrt.